# دیتر لیندنر (بازیکن فوتبال)
دیتر لیندنر (انگلیسی: Dieter Lindner؛ ۱۱ ژوئن ۱۹۳۹ – ۲۲ دسامبر ۲۰۲۴) بازیکن فوتبال اهل آلمان بود.
از جمله باشگاه‌هایی که وی در آن‌ها بازی کرده‌است، می‌توان به باشگاه فوتبال آینتراخت فرانکفورت اشاره کرد.